# Palio

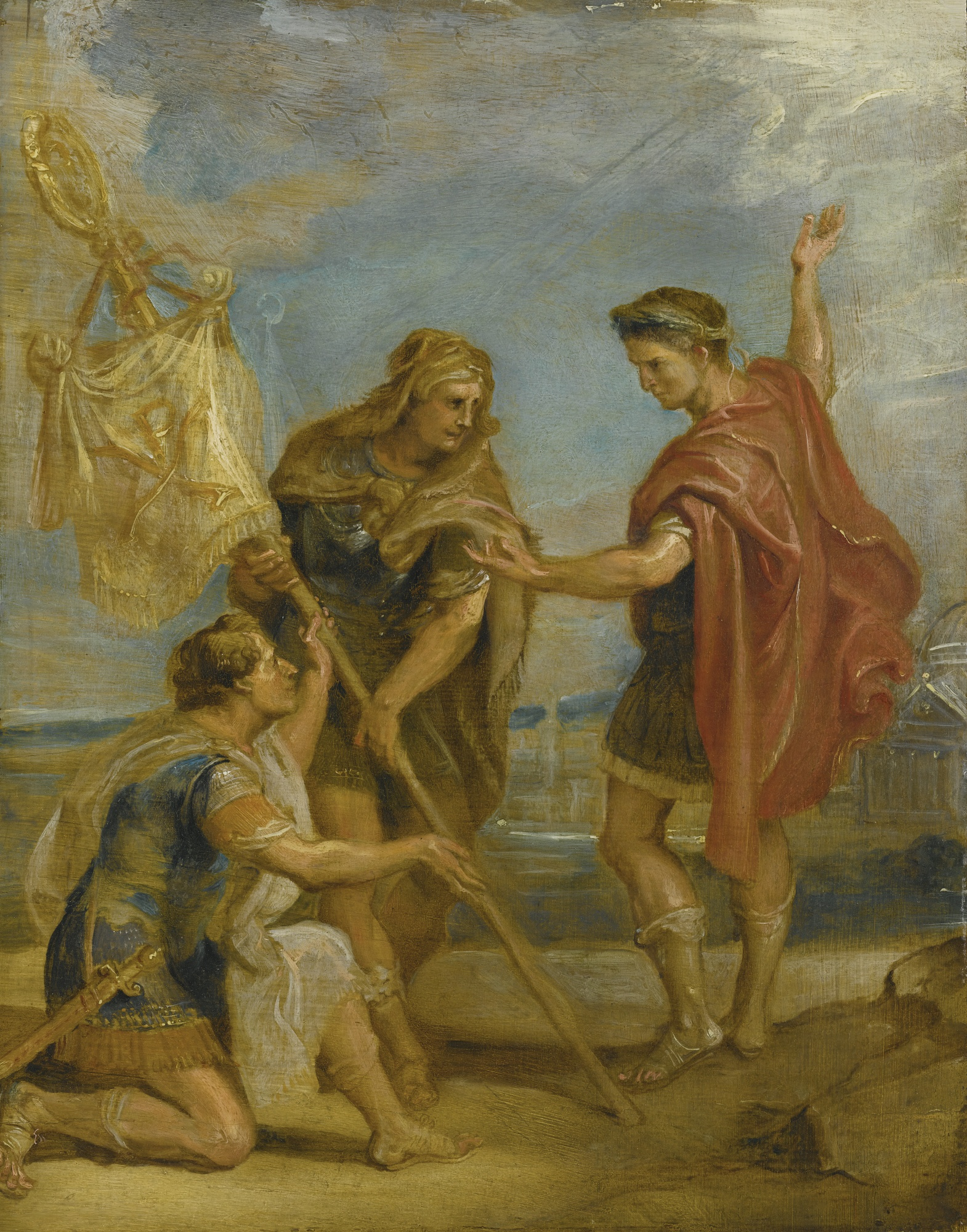
Costantino riceve lo stendardo (il Labaro) con il monogramma di Cristo come simbolo imperiale. ‘'Oil sketch'’ su legno di Peter Paul Rubens, 1622

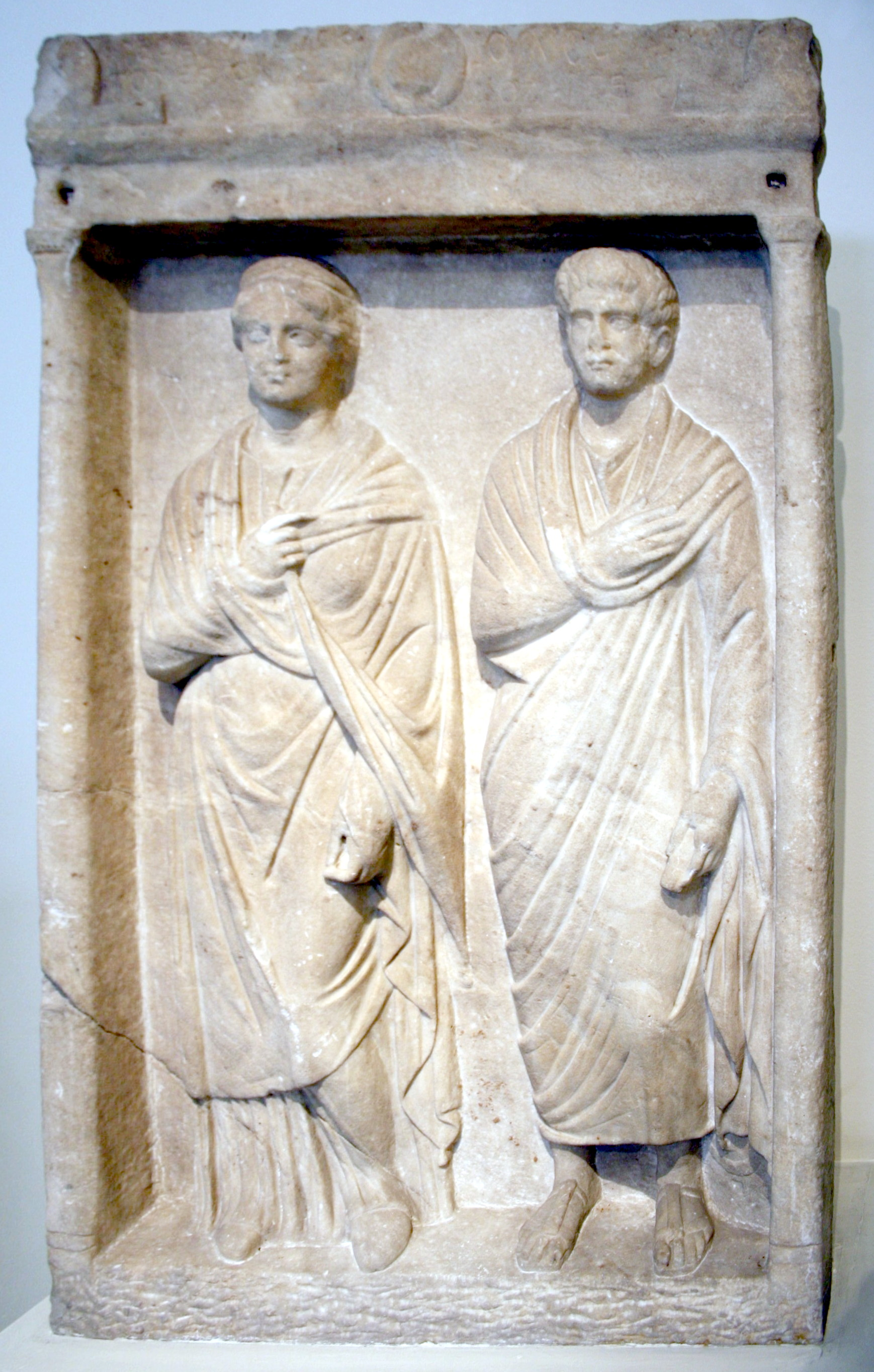
Stele funebre di una coppia che indossa il pallium, Museo Archeologico Nazionale di Atene, 265 a.C. circa

Il palio è una gara tra i rioni di una città o tra entità territoriali vicine tra di loro, tipica dell'Italia, in genere disputata con cavalli o altri animali. Esistono inoltre palii in cui si gareggia con le barche nonché palii che prevedono diversi tipi di competizioni.

## Etimologia
Palio deriva dal latino Pallium (col significato di velo, coperta o ampia sopravveste). Pallium deriva dalla radice pan che significa ampio, esteso. I Latini chiamarono così l'ampia veste usata comunemente dagli antichi Greci, formata da una larga coperta di lana di forma quadrangolare, avvolta intorno al corpo e fissata alle spalle con una fibbia. Per estensione, il termine è passato ad indicare il premio di una competizione, soprattutto equestre, in forma di drappo o labaro che viene donato al vincitore. Per ulteriore estensione è passato ad indicare la stessa gara. A Siena viene chiamato anche Drappellone e in gergo Cencio.

## Storia
Le origini di questo tipo di manifestazione vengono fatte risalire all'età del liberi comuni italiani. Ancora oggi la corsa del palio è una tradizione consolidata in molte città d'Italia. Talvolta, il palio è inserito all'interno dei programmi di feste medievali.
Il più celebre è il Palio di Siena, tradizionale manifestazione che si disputa due volte all'anno (il 2 luglio in onore della Madonna di Provenzano e il 16 agosto in onore dell'Assunta); eventualmente, ne può essere indetto un terzo straordinario per celebrare un particolare evento (come, ad esempio, il Palio straordinario del 1969, corso per celebrare lo sbarco dell'uomo sulla Luna). Il Palio di Siena consiste in una corsa di cavalli cavalcati a pelo. Ancora prima del classico Palio corso "alla tonda" (nato nel XVII secolo), corso cioè sul tufo di Piazza del Campo, a Siena si era soliti correre, nel XIII secolo, il Palio "alla lunga": una corsa in linea (da cui la denominazione "alla lunga") su un percorso che andava da fuori le mura della città sino al Duomo. Documenti attestano la corsa di palii "alla lunga" già prima del XII secolo.
Altre celebri manifestazioni corse con i cavalli sono il Palio di Asti e il Palio di Legnano. Molte sono le città che possono vantare antiche origini alle loro corse al palio: tra questi risulta tra i più antichi il Palio del drappo verde di Verona, consistente in una corsa podistica; esistono documenti che lo attestano già nel 1208, quando venne corso per celebrare la vittoria di Ezzelino III da Romano contro i guelfi della vicina città di San Bonifacio, capitanati da Azzo VI d'Este.
Del Palio di Ferrara invece si hanno notizie fin dal XIII secolo. Nel 1259, per onorare la vittoria delle truppe del Papa agli ordini di Azzo VII sul sanguinario Ezzelino III da Romano al comando delle truppe imperiali, si corse un Palio per festeggiare il titolo di Podestà di Ferrara dell'estense Azzo VII; nel 1279 il Palio venne istituzionalizzato con regole e codifiche; esso si doveva correre in Fasto Beati Georgi e in fasto alla Madonna Assunta. Tali regole ancora oggi visibili su una lunga lastra marmorea posta a lato della cattedrale ferrarese. Altro palio documentato fin dal 1314 è il Palio di Parma, che fece parte dei festeggiamenti per il fidanzamento del signore della città Giberto Da Correggio con Engelenda Rossi di San Secondo.
Competizioni storiche, non più praticate, erano ad esempio i palii dei barberi di Roma e Firenze.
Tra le manifestazioni marittime di una certa rilevanza è la Regata delle Antiche Repubbliche Marinare, rievocazione storica istituita nel 1955.
In epoca moderna, a partire dagli ultimi decenni del XX secolo, l’appellativo Palio è comunemente usato per indicare, nell’ambito di manifestazioni di recente istituzione, corse di cavalli o altri giochi ispirati alla tradizione, abbinati o meno ad una competizione tra rioni cittadini. Si calcola che in Italia siano circa ottanta i comuni nei quali si organizzano gare che perpetuano i palii storici o gli eventi ad essi assimilabili. Da anni è attesa l’istituzione, presso il Ministero per i beni e le attività culturali e per il turismo, di un elenco nazionale delle associazioni e delle manifestazioni di rievocazione storica.
Dal settembre 2009 i palii che prevedono la partecipazione di equidi sono normati da un'apposita ordinanza del Ministero della salute, volta alla tutela dell'incolumità pubblica e del benessere degli animali coinvolti.

## Elenco

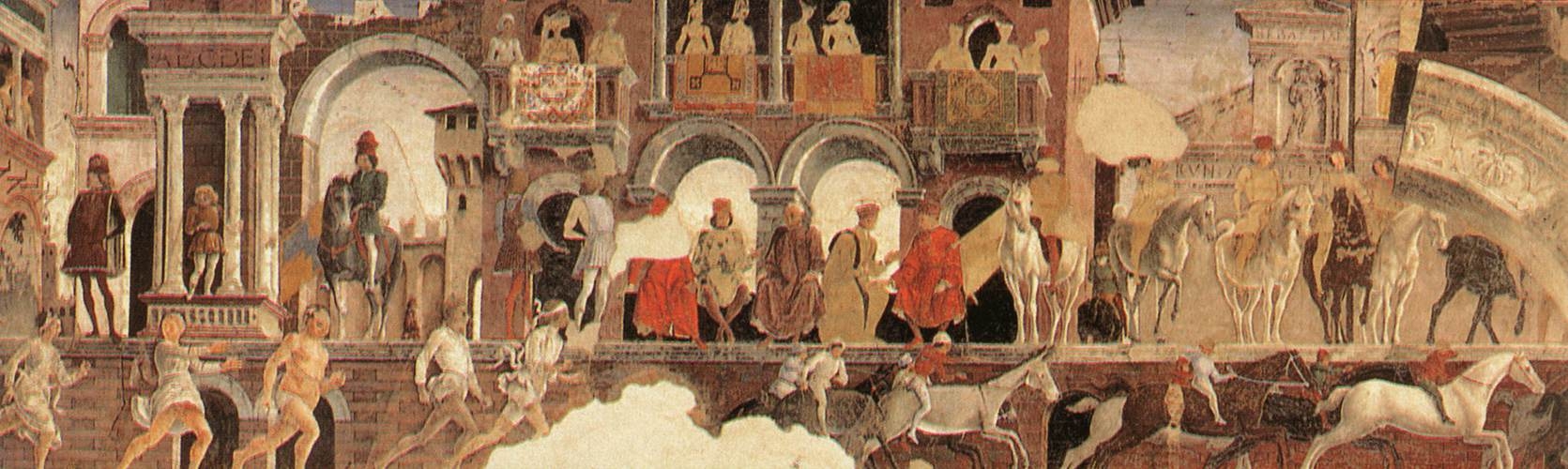
Palio di Ferrara, particolare dell'affresco di Francesco del Cossa, circa 1470

Di seguito l'elenco delle voci riguardanti i palii storici rilevanti svolti in Italia:

### Emilia-Romagna
- Palio di Ferrara: si corre l'ultimo sabato di maggio.
- Palio del Niballo di Faenza (RA): si corre ogni quarta domenica di giugno.
- Palio di Parma documentato fin dal 1314, normalmente si tiene il terzo fine settimana di settembre e prevede tre corse, due a piedi e una con asini.

### Liguria
- Palio del Golfo di La Spezia: si svolge ogni prima domenica di agosto.

### Lombardia
- Palio di Legnano: si corre l'ultima domenica di maggio

### Marche
- Cavalcata dell'Assunta di Fermo: si corre il 15 agosto.
- Quintana di Ascoli Piceno: risalente al IX secolo, si svolge in occasione della festa di sant'Emidio, patrono del capoluogo marchigiano.

### Piemonte
- Palio di Asti: si correva ogni terza domenica di settembre, dal 2018 si disputa la prima domenica di settembre

### Sardegna
- Sartiglia di Oristano:  si corre l'ultima domenica e il martedì di carnevale.

### Sicilia
- Palio dei Normanni di Piazza Armerina: si disputa dal 12 al 14 agosto.

### Toscana
- Palio di Siena: il più celebre Palio, viene corso ogni anno il 2 luglio e il 16 agosto.
- Giostra del Saracino, si disputa ad Arezzo due volte all'anno.
- Giostra dell'orso: gara equestre che si svolge ogni 25 luglio a Pistoia.
- Palio di San Paolino fra i Balestrieri dei Terzieri a Lucca, Rievoca la più antica gara di tiro con la balestra documentata in Italia. Si svolge il 12 luglio secondo l'antico regolamento del 29 giugno 1443 fra i tiratori dei tre Terzieri in cui Lucca era divisa.
- Balestro del Girifalco, si svolge a Massa Marittima due volte all'anno, nel mese di maggio e agosto.
- Palio della Balestra a Sansepolcro, antichissima competizione di tiro con la balestra, che si disputa ininterrottamente dal XV secolo la seconda domenica di settembre, contro i balestrieri di Gubbio.
- Palio di Buti (PI): si corre in onore di Sant'Antonio abate a gennaio, la prima domenica utile dopo il 17.
- Palio di Castel del Piano: si corre l'8 settembre
- Palio di Fucecchio  (FI), si corre la penultima domenica di maggio.
- Palio dei Micci di Querceta, frazione di Seravezza (LU).
- Palio Marinaro dell'Argentario: si disputa il 15 agosto a Porto Santo Stefano.
- Palio di San Ranieri: si disputa in Arno a Pisa per festeggiare il santo patrono della città, il 17 giugno.
- Palio Marinaro di Livorno: si disputa tra giugno e luglio con quattro distinte gare remiere: Coppa Risi'atori, Coppa Barontini, Palio dell'Antenna e il Palio Marinaro vero e proprio.
- Palio di Piancastagnaio: si disputa il 18 agosto.

### Umbria
- Giostra della Quintana di Foligno: si corre generalmente il secondo sabato di giugno e la seconda domenica di settembre.
- Palio di San Rufino ad Assisi: gara di tiro con la balestra tra i terzieri cittadini di Divine Mariae, San Rufino e San Francesco. Viene disputato l'ultima domenica di agosto sul sagrato della Cattedrale di San Rufino.
- Palio di Pasqua Rosata ad Assisi.
- Palio della Balestra di Gubbio e Sansepolcro: antichissima competizione di tiro con la balestra, che si disputa ininterrottamente dal XV secolo l'ultima domenica di maggio.
- Corsa dei Ceri di Gubbio: consiste nel trasporto in corsa di tre ceri coronati da statue di Santi. È una delle più antiche manifestazioni folcloristiche italiane.

### Veneto
- Palio della Marciliana: si disputa a Chioggia (VE) la terza domenica di giugno di ogni anno. È una gara di tiro con la balestra da banco.
- Palio del drappo verde di Verona: si tratta di una rievocazione del Palio istituito nel 1208.
- Regata Storica di Venezia: si disputa la prima domenica di settembre.